# 4116 Елахі
4116 Елахі (4116 Elachi) — астероїд головного поясу, відкритий 20 вересня 1982 року.
Тіссеранів параметр щодо Юпітера — 3,871.